# Lista de episódios de 31 minutos
31 minutos é um seriado de televisão infantojuvenil chileno criado por Álvaro Díaz e Pedro Peirano, produzido pela Aplaplac e exibido entre 2003 e 2014 pela Televisión Nacional de Chile. Ao todo, o seriado tem 68 episódios divididos em quatro temporadas, além de um especial de natal e uma aparição na edição de 2003 do Teletón chileno. No Brasil, apenas as duas primeiras temporadas de 31 minutos foram exibidas pela Nickelodeon, entre 2004 e 2007.

## Episódios
| Temporada | Temporada | Episódios | Período de exibição original | Período de exibição original | Lançamento em DVD |
| Temporada | Temporada | Episódios | Estreia                      | Final                        | Região 4          |
| --------- | --------- | --------- | ---------------------------- | ---------------------------- | ----------------- |
|           | 1         | 21        | 15 de março de 2003          | 9 de agosto de 2003          | 2007              |
|           | 2         | 20        | 20 de março de 2004          | 11 de setembro de 2004       | 2008              |
|           | 3         | 15        | 19 de junho de 2005          | 2 de outubro de 2005         | 2009              |
|           | 4         | 12        | 4 de outubro de 2014         | 27 de dezembro de 2014       | —                 |

### Pilotos (2002)
O formato de 31 minutos teve como base dois pilotos produzidos em 2002 pela Aplaplac. O primeiro, de oito minutos, intitulado El gabinete del Doctor Mojado, foi feito como forma de adquirir fundos necessários para a produção do seriado através do Consejo Nacional de Televisión, e teve como apresentador um peixe dentro de um aquário. O segundo piloto, de 20 minutos, já com o nome oficial e mais próximo do que seria o programa, foi feito para receber a aprovação de exibição da TVN. Alguns dos quadros exibidos em ambos os pilotos foram reaproveitados na composição do primeiro episódio oficial do seriado.

### 1.ª temporada (2003)
Os episódios da primeira temporada estrearam aos sábados, às 13h30, sendo reprisados aos domingos e nos sábados seguintes, às 9h. Devido ao sucesso, as reprises passaram a ocorrer às sextas-feiras, às 23h15 e, posteriormente, às 22h.
| # | Título original                   | Direção                     | Roteiro                                                                        | Data de exibição original |
| --- | --------------------------------- | --------------------------- | ------------------------------------------------------------------------------ | ------------------------- |
| 1 | "El comienzo"                     | Álvaro Díaz e Pedro Peirano | Daniel Castro, Álvaro Díaz, Pedro Peirano e Rodrigo Salinas                    | 15 de março               |
| Primeiro episódio do programa. |                                   |                             |                                                                                |                           |
| 2 | "El árbol furioso"                | Álvaro Díaz e Pedro Peirano | Daniel Castro, Álvaro Díaz, Pedro Peirano e Rodrigo Salinas                    | 22 de março               |
| O cientista Belisário Carmona afirma que as árvores crescem lentamente porque são preguiçosas e se esforçam para fazer uma crescer rapidamente. |                                   |                             |                                                                                |                           |
| 3 | "Guerra en el Mar Despénsico"     | Álvaro Díaz e Pedro Peirano | Daniel Castro, Álvaro Díaz, Pedro Peirano e Rodrigo Salinas                    | 29 de março               |
| Terceiro episódio do programa. |                                   |                             |                                                                                |                           |
| 4 | "Benjamín Listillo"               | Álvaro Díaz e Pedro Peirano | Daniel Castro, Álvaro Díaz, Pedro Peirano e Rodrigo Salinas                    | 5 de abril                |
| Benjamin Listillo, funcionário do canal, tenta ocupar o cargo de apresentador oficial de Túlio.                                                 |                                   |                             |                                                                                |                           |
| 5 | "Monstruo Chupachupa"             | Álvaro Díaz e Pedro Peirano | Daniel Castro, Álvaro Díaz, Pedro Peirano e Rodrigo Salinas                    | 12 de abril               |
| O programa realiza uma reportagem sobre o ataque do monstro Chupa-chupa, uma criatura que aspira tudo que está em seu caminho.                  |                                   |                             |                                                                                |                           |
| 6 | "El experimento"                  | Álvaro Díaz e Pedro Peirano | Daniel Castro, Álvaro Díaz, Pedro Peirano e Rodrigo Salinas                    | 19 de abril               |
| Túlio faz uma fórmula com a qual ele planeja dominar o mundo.                                                                                   |                                   |                             |                                                                                |                           |
| 7 | "El señor amable"                 | Álvaro Díaz e Pedro Peirano | Daniel Castro, Álvaro Díaz, Pedro Peirano e Rodrigo Salinas                    | 26 de abril               |
| Tulio é indicado à premiação "Sr. Amável", então ele tenta ser o mais amigável possível.                                                        |                                   |                             |                                                                                |                           |
| 8 | "El asesor de imagen"             | Álvaro Díaz e Pedro Peirano | Daniel Castro, Álvaro Díaz, Pedro Peirano e Rodrigo Salinas                    | 3 de maio                 |
| Chega ao programa o consultor de imagem Cósimo Gianni, que o modifica esteticamente.                                                            |                                   |                             |                                                                                |                           |
| 9 | "Día libre"                       | Álvaro Díaz e Pedro Peirano | Daniel Castro, Álvaro Díaz, Pedro Peirano, Rodrigo Salinas e Francisco Schultz | 10 de maio                |
| A equipe do programa tirou um dia de folga, cabendo a Túlio e Juanín conduzir-lo sozinhos.                                                      |                                   |                             |                                                                                |                           |
| 10 | "El maguito"                      | Álvaro Díaz e Pedro Peirano | Daniel Castro, Álvaro Díaz, Pedro Peirano, Rodrigo Salinas e Francisco Schultz | 17 de maio                |
| O mago Dante Torobolino chega ao programa insistindo que o deixem se apresentar.                                                                |                                   |                             |                                                                                |                           |
| 11 | "La gotera"                       | Álvaro Díaz e Pedro Peirano | Daniel Castro, Álvaro Díaz, Pedro Peirano, Rodrigo Salinas e Francisco Schultz | 24 de maio                |
| Alguns encanadores precisam consertar um vazamento no estúdio para que tudo fique impecável quando o entrevistado chegar.                       |                                   |                             |                                                                                |                           |
| 12 | "Patana"                          | Álvaro Díaz e Pedro Peirano | Daniel Castro, Álvaro Díaz, Pedro Peirano, Rodrigo Salinas e Francisco Schultz | 31 de maio                |
| Patana, sobrinha de Túlio, chega ao programa para tentar ocupar uma função.                                                                     |                                   |                             |                                                                                |                           |
| 13 | "Risotrón"                        | Álvaro Díaz e Pedro Peirano | Daniel Castro, Álvaro Díaz, Pedro Peirano, Rodrigo Salinas e Francisco Schultz | 7 de junho                |
| Um cientista dá a Túlio o Risotrón, uma máquina de risadas que deve torná-lo mais divertido.                                                    |                                   |                             |                                                                                |                           |
| 14 | "Ahorrando"                       | Álvaro Díaz e Pedro Peirano | Daniel Castro, Álvaro Díaz, Pedro Peirano, Rodrigo Salinas e Francisco Schultz | 14 de junho               |
| É realizada uma economia ao máximo no programa para contratar o pintor Dennis Dannis e, assim, alavancar a audiência.                           |                                   |                             |                                                                                |                           |
| 15 | "No te vayas, Juanín"             | Álvaro Díaz e Pedro Peirano | Daniel Castro, Álvaro Díaz, Pedro Peirano, Rodrigo Salinas e Francisco Schultz | 21 de junho               |
| Juanín não suporta a irresponsabilidade dos funcionários e se retira do programa.                                                               |                                   |                             |                                                                                |                           |
| 16 | "Enfermosis"                      | Álvaro Díaz e Pedro Peirano | Daniel Castro, Álvaro Díaz, Pedro Peirano, Rodrigo Salinas e Francisco Schultz | 28 de junho               |
| O programa entrevista um coletor de doenças, cujos vírus escapam e infectam a equipe do programa.                                               |                                   |                             |                                                                                |                           |
| 17 | "La co-animadora"                 | Álvaro Díaz e Pedro Peirano | Daniel Castro, Álvaro Díaz, Pedro Peirano, Rodrigo Salinas e Francisco Schultz | 5 de julho                |
| O consultor de imagem Cosimo Gianni decide que o programa precisa de uma presença feminina, contratando Patana para ser co-animadora.           |                                   |                             |                                                                                |                           |
| 18 | "El fin del mundo"                | Álvaro Díaz e Pedro Peirano | Daniel Castro, Álvaro Díaz, Pedro Peirano, Rodrigo Salinas e Francisco Schultz | 19 de julho               |
| Um profeta chega ao programa anunciando o fim do mundo.                                                                                         |                                   |                             |                                                                                |                           |
| 19 | "Lo mejor de 31 minutos, parte 1" | Álvaro Díaz e Pedro Peirano | Daniel Castro, Álvaro Díaz, Pedro Peirano, Rodrigo Salinas e Francisco Schultz | 26 de julho               |
| São relembrados os melhores momentos da temporada.                                                                                              |                                   |                             |                                                                                |                           |
| 20 | "Lo mejor de 31 minutos, parte 2" | Álvaro Díaz e Pedro Peirano | Daniel Castro, Álvaro Díaz, Pedro Peirano, Rodrigo Salinas e Francisco Schultz | 2 de agosto               |
| Continuam sendo relembrados os melhores momentos da temporada.                                                                                  |                                   |                             |                                                                                |                           |
| 21 | "Policarpo Top Top Top Awards"    | Álvaro Díaz e Pedro Peirano | Daniel Castro, Álvaro Díaz, Pedro Peirano, Rodrigo Salinas e Francisco Schultz | 9 de agosto               |
| É realizada a premiação Policarpo Top Top Top Awards, onde Policarpo escolhe a melhor música do Ranking Top da temporada.                       |                                   |                             |                                                                                |                           |

### 2.ª temporada (2004)
Nesta temporada o seriado continuou sendo transmitido aos sábados, agora às 22h, sendo reprisado aos domingos, ao meio-dia.
| # (temporada) | # (geral) | Título original               | Direção                     | Roteiro                                                                    | Data de exibição original |
| --- | --------- | ----------------------------- | --------------------------- | -------------------------------------------------------------------------- | ------------------------- |
| 1 | 22        | "Vacaciones"                  | Álvaro Díaz e Pedro Peirano | Daniel Castro, Álvaro Díaz, Patricio Díaz, Pedro Peirano e Rodrigo Salinas | 20 de março               |
| Na volta das férias, Túlio é pressionado a admitir que teve um caso de verão com sua namorada Cindy. |           |                               |                             |                                                                            |                           |
| 2 | 23        | "Rélox"                       | Álvaro Díaz e Pedro Peirano | Daniel Castro, Álvaro Díaz, Patricio Díaz, Pedro Peirano e Rodrigo Salinas | 27 de março               |
| Túlio suspeita de todos após seu novo e luxuoso relógio Relox ser roubado. |           |                               |                             |                                                                            |                           |
| 3 | 24        | "Tío Horacio"                 | Álvaro Díaz e Pedro Peirano | Daniel Castro, Álvaro Díaz, Patricio Díaz, Pedro Peirano e Rodrigo Salinas | 3 de abril                |
| O programa presta uma homenagem a Tio Horácio, ex-animador de programas infantis e ídolo de todos, exceto de Túlio.                                                                                                  |           |                               |                             |                                                                            |                           |
| 4 | 25        | "Japonés"                     | Álvaro Díaz e Pedro Peirano | Daniel Castro, Álvaro Díaz, Patricio Díaz, Pedro Peirano e Rodrigo Salinas | 10 de abril               |
| Sr. Mangueira vende o canal a empresários japoneses, que fazem profundas mudanças no programa para adaptá-lo à sua cultura.                                                                                          |           |                               |                             |                                                                            |                           |
| 5 | 26        | "¡Qué lastima!"               | Álvaro Díaz e Pedro Peirano | Daniel Castro, Álvaro Díaz, Patricio Díaz, Pedro Peirano e Rodrigo Salinas | 17 de abril               |
| O consultor de imagem Cosimo Gianni diz que a alegria saiu de moda e quer que o programa seja o mais triste possível.                                                                                                |           |                               |                             |                                                                            |                           |
| 6 | 27        | "Lulo Serrucho"               | Álvaro Díaz e Pedro Peirano | Daniel Castro, Álvaro Díaz, Patricio Díaz, Pedro Peirano e Rodrigo Salinas | 24 de abril               |
| O criminoso Lulo Serrote, mestre dos disfarces, foge da prisão e chega ao estúdio do programa. Todos o temem já que ele pode se passar por qualquer membro da equipe.                                                |           |                               |                             |                                                                            |                           |
| 7 | 28        | "Bodoque deprimido"           | Álvaro Díaz e Pedro Peirano | Daniel Castro, Álvaro Díaz, Patricio Díaz, Pedro Peirano e Rodrigo Salinas | 1 de maio                 |
| Bodoque chega ao programa deprimido e a equipe tenta animá-lo. |           |                               |                             |                                                                            |                           |
| 8 | 29        | "Cebollas"                    | Álvaro Díaz e Pedro Peirano | Daniel Castro, Álvaro Díaz, Patricio Díaz, Pedro Peirano e Rodrigo Salinas | 8 de maio                 |
| O programa passa a ser patrocinado pela Cebola's Eu Gosto, que impõe severas menções comerciais a seus produtos. |           |                               |                             |                                                                            |                           |
| 9 | 30        | "Un ratoncito duro de cazar"  | Álvaro Díaz e Pedro Peirano | Daniel Castro, Álvaro Díaz, Patricio Díaz, Pedro Peirano e Rodrigo Salinas | 15 de maio                |
| Um rato causa pânico no estúdio e a equipe tenta se livrar dele de qualquer jeito. |           |                               |                             |                                                                            |                           |
| 10 | 31        | "El secreto"                  | Álvaro Díaz e Pedro Peirano | Daniel Castro, Álvaro Díaz, Patricio Díaz, Pedro Peirano e Rodrigo Salinas | 22 de maio                |
| Túlio descobre o maior segredo de Policarpo. |           |                               |                             |                                                                            |                           |
| 11 | 32        | "El despido"                  | Álvaro Díaz e Pedro Peirano | Daniel Castro, Álvaro Díaz, Patricio Díaz, Pedro Peirano e Rodrigo Salinas | 5 de junho                |
| Tulio demite Mico o Micofone por considerá-lo o mais inútil do programa, mas junto a seus colegas de enquete planeja se vingar.                                                                                      |           |                               |                             |                                                                            |                           |
| 12 | 33        | "31 minutos educativio"       | Álvaro Díaz e Pedro Peirano | Daniel Castro, Álvaro Díaz, Patricio Díaz, Pedro Peirano e Rodrigo Salinas | 12 de junho               |
| Cindy, namorada de Túlio, está brava porque percebe que o programa não é educativo como lhe foi dito, então a equipe se esforça para tornar o programa mais educacional.                                             |           |                               |                             |                                                                            |                           |
| 13 | 34        | "El maguito explosivo"        | Álvaro Díaz e Pedro Peirano | Daniel Castro, Álvaro Díaz, Patricio Díaz, Pedro Peirano e Rodrigo Salinas | 19 de junho               |
| O mago Dante Torobolino não consegue controlar seu vício em explosões, e no programa é convidado a se reabilitar. |           |                               |                             |                                                                            |                           |
| 14 | 35        | "Mugre"                       | Álvaro Díaz e Pedro Peirano | Daniel Castro, Álvaro Díaz, Patricio Díaz, Pedro Peirano e Rodrigo Salinas | 26 de junho               |
| O líder espiritual Wildo Waldo chega ao estúdio para promover a adoração mundial à sujeira. |           |                               |                             |                                                                            |                           |
| 15 | 36        | "Hielito"                     | Álvaro Díaz e Pedro Peirano | Daniel Castro, Álvaro Díaz, Patricio Díaz, Pedro Peirano e Rodrigo Salinas | 3 de julho                |
| Juanín constrói um boneco de neve chamado Hielito, que ganha vida com a magia do amor. |           |                               |                             |                                                                            |                           |
| 16 | 37        | "La amenaza siluria, parte 1" | Álvaro Díaz e Pedro Peirano | Daniel Castro, Álvaro Díaz, Patricio Díaz, Pedro Peirano e Rodrigo Salinas | 7 de julho                |
| O planeta Siluris ameaça se vingar do planeta Terra após Túlio atacar seu embaixador. |           |                               |                             |                                                                            |                           |
| 17 | 38        | "La amenaza siluria, parte 2" | Álvaro Díaz e Pedro Peirano | Daniel Castro, Álvaro Díaz, Patricio Díaz, Pedro Peirano e Rodrigo Salinas | 14 de julho               |
| A equipe do programa viaja pelo espaço para chegar ao planeta Siluris e impedir-lo de destruir a Terra. |           |                               |                             |                                                                            |                           |
| 18 | 39        | "La amenaza siluria, parte 3" | Álvaro Díaz e Pedro Peirano | Daniel Castro, Álvaro Díaz, Patricio Díaz, Pedro Peirano e Rodrigo Salinas | 21 de julho               |
| A equipe do programa perde o controle de sua nave no meio do espaço e é socorrida por um anão que afirma ser Deus, no qual ninguém acredita.                                                                         |           |                               |                             |                                                                            |                           |
| 19 | 40        | "Lo recuerdo muy bien"        | Álvaro Díaz e Pedro Peirano | Daniel Castro, Álvaro Díaz, Patricio Díaz, Pedro Peirano e Rodrigo Salinas | 28 de julho               |
| Túlio sofre um grave acidente e é internado no hospital, recebendo a visita de seus amigos enquanto são relembrados os melhores momentos da temporada.                                                               |           |                               |                             |                                                                            |                           |
| 20 | 41        | "Fiesta en la casa de Juanín" | Álvaro Díaz e Pedro Peirano | Daniel Castro, Álvaro Díaz, Patricio Díaz, Pedro Peirano e Rodrigo Salinas | 11 de setembro            |
| Juanín organiza uma festa em sua casa, onde toda a equipe do programa participa para dançar as músicas do Ranking Top da temporada. Mário Hugo acha que é a oportunidade perfeita para declarar seu amor por Patana. |           |                               |                             |                                                                            |                           |

### 3.ª temporada (2005)
A terceira temporada passou a ser veiculada originalmente aos domingos, às 20h15 (com exceção do último episódio, exibido às 19h).
| # (temporada) | # (geral) | Título original                               | Direção                     | Roteiro                                                                    | Data de exibição original |
| --- | --------- | --------------------------------------------- | --------------------------- | -------------------------------------------------------------------------- | ------------------------- |
| 1 | 42        | "Por el Señor Manguera"                       | Álvaro Díaz e Pedro Peirano | Álvaro Díaz, Pedro Peirano, Rodrigo Salinas, Daniel Castro e Patricio Díaz | 19 de junho               |
| Senhor Mangueira perde toda a sua fortuna, acabando com o programa. Um ano depois, Túlio e Juanín reúnem toda a equipe para salvarem seu chefe. |           |                                               |                             |                                                                            |                           |
| 2 | 43        | "La máquina del tiempo"                       | Álvaro Díaz e Pedro Peirano | Álvaro Díaz, Pedro Peirano, Rodrigo Salinas, Daniel Castro e Patricio Díaz | 26 de junho               |
| Juanín fica triste por ouvir de um hipnotizador que ele não teve vida passada, então decide rebuscá-lo construindo uma máquina do tempo. |           |                                               |                             |                                                                            |                           |
| 3 | 44        | "La liga del mal"                             | Álvaro Díaz e Pedro Peirano | Álvaro Díaz, Pedro Peirano, Rodrigo Salinas, Daniel Castro e Patricio Díaz | 3 de julho                |
| Super Meia Man se retira do programa após algumas declarações infelizes de Túlio contra os direitos da criança, sendo formada por Tio Careca a "liga do mal". |           |                                               |                             |                                                                            |                           |
| 4 | 45        | "Estiércol"                                   | Álvaro Díaz e Pedro Peirano | Álvaro Díaz, Pedro Peirano, Rodrigo Salinas, Daniel Castro e Patricio Díaz | 10 de julho               |
| Senhor Vaqueiro, um convidado da primeira temporada, morre e doa para o programa sua coleção de estrume, que é distribuída através de concursos. |           |                                               |                             |                                                                            |                           |
| 5 | 46        | "Mr. Drilo's"                                 | Álvaro Díaz e Pedro Peirano | Álvaro Díaz, Pedro Peirano, Rodrigo Salinas, Daniel Castro e Patricio Díaz | 17 de julho               |
| Dylan Mangueira, sobrinho guloso de Senhor Mangueira, toma o comando do programa e o torna em uma sucursal da rede de comidas lixosas Mr. Drilo's. |           |                                               |                             |                                                                            |                           |
| 6 | 47        | "El fantasma del estudio"                     | Álvaro Díaz e Pedro Peirano | Álvaro Díaz, Pedro Peirano, Rodrigo Salinas, Daniel Castro e Patricio Díaz | 24 de julho               |
| Túlio, Bodoque, Juanín e Mico vão ao estúdio à noite para ver se a história de que há um fantasma é verdadeira. |           |                                               |                             |                                                                            |                           |
| 7 | 48        | "La mamá"                                     | Álvaro Díaz e Pedro Peirano | Álvaro Díaz, Pedro Peirano, Rodrigo Salinas, Daniel Castro e Patricio Díaz | 31 de julho               |
| Uma mãe vai ao programa para procurar seu filho, que está perdido há anos. |           |                                               |                             |                                                                            |                           |
| 8 | 49        | "La invasión de los tramoyas"                 | Álvaro Díaz e Pedro Peirano | Álvaro Díaz, Pedro Peirano, Rodrigo Salinas, Daniel Castro e Patricio Díaz | 7 de agosto               |
| Os tramoias são vacinados contra um vírus por engano, provocando neles uma multiplicação fora de controle. |           |                                               |                             |                                                                            |                           |
| 9 | 50        | "El video"                                    | Álvaro Díaz e Pedro Peirano | Álvaro Díaz, Pedro Peirano, Rodrigo Salinas, Daniel Castro e Patricio Díaz | 14 de agosto              |
| Senhor Mangueira retira Túlio do cargo de apresentador após assistir a um vídeo vergonhoso com erros da equipe, sendo substituído pelo jornalista esportivo Raúl Luvinha.                                                                                           |           |                                               |                             |                                                                            |                           |
| 10 | 51        | "La alcancía"                                 | Álvaro Díaz e Pedro Peirano | Álvaro Díaz, Pedro Peirano, Rodrigo Salinas, Daniel Castro e Patricio Díaz | 21 de agosto              |
| Juanín é enganado por Tio Careca, que lhe vende feijões mágicos adquiridos com o dinheiro que serviria para comprar um cofrinho. |           |                                               |                             |                                                                            |                           |
| 11 | 52        | "Bodoque apostador"                           | Álvaro Díaz e Pedro Peirano | Álvaro Díaz, Pedro Peirano, Rodrigo Salinas, Daniel Castro e Patricio Díaz | 4 de setembro             |
| Bodoque se esconde da máfia por não pagar uma aposta, então, no programa, a equipe tenta acabar com seu vício. |           |                                               |                             |                                                                            |                           |
| 12 | 53        | "La bruja, parte 1"                           | Álvaro Díaz e Pedro Peirano | Álvaro Díaz, Pedro Peirano, Rodrigo Salinas, Daniel Castro e Patricio Díaz | 11 de setembro            |
| A bruxa Gonzalez, vizinha do estúdio do programa, enfeitiça a equipe para parar com o barulho. |           |                                               |                             |                                                                            |                           |
| 13 | 54        | "La bruja, parte 2"                           | Álvaro Díaz e Pedro Peirano | Álvaro Díaz, Pedro Peirano, Rodrigo Salinas, Daniel Castro e Patricio Díaz | 18 de setembro            |
| Gonzalez decide não ser mais uma bruxa, e para conseguir isso, ela tem que se casar com alguém da equipe do programa. |           |                                               |                             |                                                                            |                           |
| 14 | 55        | "El funeral de Tulio"                         | Álvaro Díaz e Pedro Peirano | Álvaro Díaz, Pedro Peirano, Rodrigo Salinas, Daniel Castro e Patricio Díaz | 25 de setembro            |
| Cem anos após uma briga com Bodoque, Túlio monta um falso funeral como parte de um plano de reconciliação com o amigo, relembrando os melhores momentos da temporada.                                                                                               |           |                                               |                             |                                                                            |                           |
| 15 | 56        | "XXXIV festival de la canción de Titirilquén" | Álvaro Díaz e Pedro Peirano | Álvaro Díaz, Pedro Peirano, Rodrigo Salinas, Daniel Castro e Patricio Díaz | 2 de outubro              |
| O grupo Los Ratoncitos quer participar do XXXIV festival da canção de Titirilquén, onde são apresentadas todas as músicas do Ranking Top da temporada, mas eles precisam recuperar suas vozes características, que foram resultado de um feitiço da bruxa Gonzalez. |           |                                               |                             |                                                                            |                           |

### 4.ª temporada (2014)
A quarta temporada foi transmitida aos sábados, às 22h05 (não havendo exibição em 29 de novembro por conta do Teletón 2014).
| # (temporada) | # (geral) | Título original               | Direção                     | Roteiro                                                                                      | Data de exibição original |
| --- | --------- | ----------------------------- | --------------------------- | -------------------------------------------------------------------------------------------- | ------------------------- |
| 1 | 57        | "La Mona Lisa"                | Álvaro Díaz e Pedro Peirano | Pedro Peirano, Álvaro Díaz, Daniel Castro, Patricio Díaz, Lorena Penjean e Francisco Schultz | 4 de outubro              |
| Para acabar com anos de notícias e entrevistas medíocres, Túlio decide trazer ao programa o entrevistado mais caro do mundo: a Mona Lisa.                                 |           |                               |                             |                                                                                              |                           |
| 2 | 58        | "Cirugía"                     | Álvaro Díaz e Pedro Peirano | Pedro Peirano, Álvaro Díaz, Daniel Castro, Patricio Díaz, Lorena Penjean e Francisco Schultz | 11 de outubro             |
| Cósimo Gianni afirma que ninguém gosta de ver idosos na televisão, então Túlio decide se submeter a uma cirurgia plástica.                                                |           |                               |                             |                                                                                              |                           |
| 3 | 59        | "Patana enamorada"            | Álvaro Díaz e Pedro Peirano | Pedro Peirano, Álvaro Díaz, Daniel Castro, Patricio Díaz, Lorena Penjean e Francisco Schultz | 18 de outubro             |
| A equipe do programa não descansa até saber quem é a pessoa que deixou Patana apaixonada.                                                                                 |           |                               |                             |                                                                                              |                           |
| 4 | 60        | "Huachimingo sin hogar"       | Álvaro Díaz e Pedro Peirano | Pedro Peirano, Álvaro Díaz, Daniel Castro, Patricio Díaz, Lorena Penjean e Francisco Schultz | 25 de outubro             |
| Um terremoto destrói a casa de Huachimingo, e é realizada no programa uma corrente solidária para lhe fornecer um novo lar.                                               |           |                               |                             |                                                                                              |                           |
| 5 | 61        | "El meteorito"                | Álvaro Díaz e Pedro Peirano | Pedro Peirano, Álvaro Díaz, Daniel Castro, Patricio Díaz, Lorena Penjean e Francisco Schultz | 1 de novembro             |
| Um meteorito gigantesco atinge o estúdio do programa por completo, e a equipe decide tirar vantagem econômica da situação.                                                |           |                               |                             |                                                                                              |                           |
| 6 | 62        | "Bebé monstruo"               | Álvaro Díaz e Pedro Peirano | Pedro Peirano, Álvaro Díaz, Daniel Castro, Patricio Díaz, Lorena Penjean e Francisco Schultz | 8 de novembro             |
| A equipe do programa adota um bebê que foi abandonado no estúdio, sem saber que ele é um "bebê monstro".                                                                  |           |                               |                             |                                                                                              |                           |
| 7 | 63        | "Jack Patata"                 | Álvaro Díaz e Pedro Peirano | Pedro Peirano, Álvaro Díaz, Daniel Castro, Patricio Díaz, Lorena Penjean e Francisco Schultz | 15 de novembro            |
| Túlio concorda em cumprir a última vontade do criminoso Jack Patata para que lhe conceda uma entrevista, mas ele foge no estúdio, sendo chamadas as forças de segurança.  |           |                               |                             |                                                                                              |                           |
| 8 | 64        | "Bodoque envenenado"          | Álvaro Díaz e Pedro Peirano | Pedro Peirano, Álvaro Díaz, Daniel Castro, Patricio Díaz, Lorena Penjean e Francisco Schultz | 22 de novembro            |
| Bodoque é envenenado pela picada de uma cobra que um entrevistado trouxe ao estúdio do programa e o resto da equipe tenta encontrar uma cura antes que seja tarde demais. |           |                               |                             |                                                                                              |                           |
| 9 | 65        | "Oestelandia"                 | Álvaro Díaz e Pedro Peirano | Pedro Peirano, Álvaro Díaz, Daniel Castro, Patricio Díaz, Lorena Penjean e Francisco Schultz | 6 de dezembro             |
| Senhor Mangueira vende o canal ao Senhor Vaqueiro, fã número um do programa, logo impondo suas tradições.                                                                 |           |                               |                             |                                                                                              |                           |
| 10 | 66        | "El mayordomo"                | Álvaro Díaz e Pedro Peirano | Pedro Peirano, Álvaro Díaz, Daniel Castro, Patricio Díaz, Lorena Penjean e Francisco Schultz | 13 de dezembro            |
| O mordomo desconhecido do programa é preso pela polícia, então Juanín o substitui pelo mordomo Jaime, sem saber que é um zumbi.                                           |           |                               |                             |                                                                                              |                           |
| 11 | 67        | "El diario de Juanín"         | Álvaro Díaz e Pedro Peirano | Pedro Peirano, Álvaro Díaz, Daniel Castro, Patricio Díaz, Lorena Penjean e Francisco Schultz | 20 de dezembro            |
| Juanín cria um canal de vídeos na internet, no qual imita Túlio, adquirindo fama imediata e o ofuscando em popularidade.                                                  |           |                               |                             |                                                                                              |                           |
| 12 | 68        | "La gran gala de Titirilquén" | Álvaro Díaz e Pedro Peirano | Pedro Peirano, Álvaro Díaz, Daniel Castro, Patricio Díaz, Lorena Penjean e Francisco Schultz | 27 de dezembro            |
| Toda a equipe do programa está presa em um elevador operado por Guaripolo, perdendo a grande gala de Titirilquén.                                                         |           |                               |                             |                                                                                              |                           |

### Especiais
31 minutos no Teletón 2003
O episódio especial de 31 minutos para a edição de 2003 do Teletón chileno foi exibido em 22 de novembro, durante a transmissão da campanha, e mostrou como ela contribui para a Fundação Teletón.
Especial de natal
O episódio especial de natal da segunda temporada de 31 minutos foi exibido às 20h30 de 24 de dezembro de 2003, sendo reprisado posteriormente no mesmo dia entre 2004 e 2006. Na ocasião, a equipe do programa é obrigada por contrato a fazer um especial de natal, enquanto Bodoque fica responsável pela procura dos presentes.